# Miguel Alejo
Miguel Alejo Vicente (Almeida de Sayago (Zamora), 1950) es un político español que ha desarrollado casi toda su trayectoria política en el Partido Socialista Obrero Español (PSOE) de León.

## Biografía
Nacido en el municipio zamorano de Almeida de Sayago en 1950, es funcionario del Ministerio de Educación; ha sido inspector de educación primero y luego director provincial en León.
En 1995, siendo el candidato socialista a la alcaldía de León, cosechó una derrota histórica en la ciudad de León al perder cuatro de los diez concejales en las elecciones municipales que tenía el PSOE, quedándose solamente en seis lo cual fue decisivo para que Mario Amilivia obtuviera la mayoría absoluta. En 1999 mejoró los resultados haciendo que Amilivia perdiera la mayoría absoluta, pero su falta de entendimiento con José María Rodríguez de Francisco, por entonces líder de la Unión del Pueblo Leonés, hicieron imposible un acuerdo de gobierno y Amilivia continuó siendo alcalde de León en minoría. 
En 2002 se supo que no volvería a presentarse a la alcaldía cediendo la secretaría de la agrupación local de León a Francisco Fernández.
Entre 2004 y 2011, fue delegado del Gobierno en Castilla y León.
El 13 de junio de 2015 fue investido alcalde de Almeida de Sayago.